# Вальє-де-Мена
Вальє-де-Мена (ісп. Valle de Mena) — муніципалітет в Іспанії, у складі автономної спільноти Кастилія-і-Леон, у провінції Бургос. Населення — 3921 особа (2010).
Муніципалітет розташований на відстані близько 300 км на північ від Мадрида, 90 км на північ від Бургоса.
На території муніципалітету розташовані такі населені пункти: (дані про населення за 2010 рік)
- Ангуло: 25 осіб
- Ансо: 35 осіб
- Арсео: 17 осіб
- Артьєта: 19 осіб
- Аєга: 50 осіб
- Барраса: 23 особи
- Бортедо: 91 особа
- Бурсенья: 40 осіб
- Кадагуа: 22 особи
- Кампільйо-де-Мена: 17 осіб
- Каньєго: 43 особи
- Карраскедо: 14 осіб
- Сьєлья: 11 осіб
- Сільєса: 3 особи
- Сіріон: 21 особа
- Консехеро: 39 осіб
- Ковідес: 36 осіб
- Ентрамбасагуас: 180 осіб
- Хіхано: 77 осіб
- Аедільйо: 5 осіб
- Орнес: 41 особа
- Ос-де-Мена: 3 особи
- Ірус: 15 осіб
- Лесіньяна-де-Мена: 20 осіб
- Лесана-де-Мена: 111 осіб
- Лорсіо: 6 осіб
- Льяно-де-Мена: 1 особа
- Мальтрана: 16 осіб
- Мальтранілья: 121 особа
- Медіанас: 49 осіб
- Менамайор: 48 осіб
- Монтіано: 9 осіб
- Нава-де-Мена: 148 осіб
- Опіо: 1 особа
- Ордехон-де-Мена: 15 осіб
- Овілья: 18 осіб
- Партеарройо: 46 осіб
- Ла-Пресілья: 8 осіб
- Рібота-де-Мена: 36 осіб
- Ріо-де-Мена: 0 осіб
- Санта-Крус-де-Мена: 8 осіб
- Санта-Марія-дель-Льяно-де-Тудела: 23 особи
- Санта-Олаха: 11 осіб
- Сантесілья: 89 осіб
- Сантьяго-де-Тудела: 23 особи
- Сіонес: 40 осіб
- Сопеньяно: 193 особи
- Таранко: 11 осіб
- Унго: 27 осіб
- Вальєхо-де-Мена: 54 особи
- Вальєхуело: 22 особи
- Вальюерка: 2 особи
- Вентадес: 0 осіб
- В'єрголь: 18 осіб
- Ель-Віго: 7 осіб
- Вільянуева-де-Мена: 238 осіб
- Вільясана-де-Мена: 1554 особи
- Вільясусо-де-Мена: 76 осіб
- Віванко-де-Мена: 45 осіб

## Демографія
Динаміка населення (INE ):

## Галерея зображень

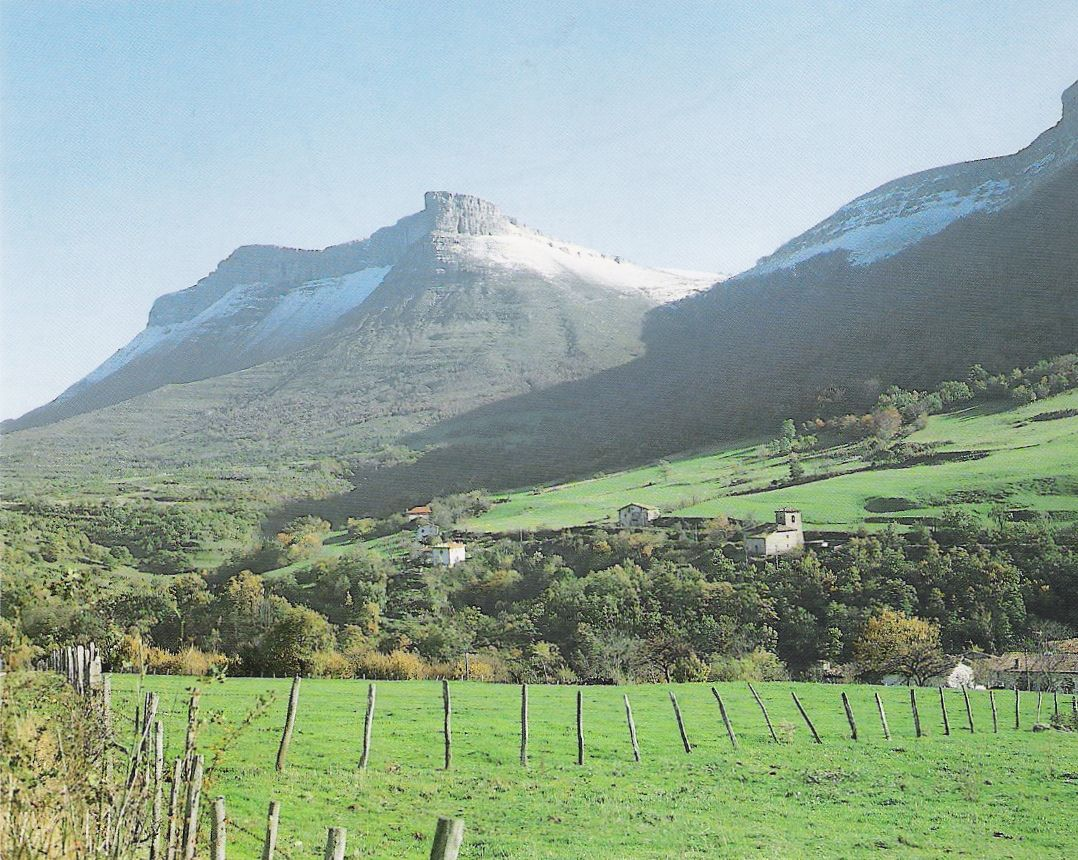
Місцевий пейзаж